# 3-й карабинерный полк
3-й карабинерный полк (драгунский гвардейский полк принца Уэльского) (англ. 3rd Carabiniers (Prince of Wales's Dragoon Guards)) — кавалерийский, позднее танковый полк Британской армии. Он был сформирован в 1922 году в рамках сокращения армейской кавалерии путем слияния 3-го драгунского гвардейского полка принца Уэльского и Карабинерного полка (6-й драгунский гвардейский полк) в 3-й/6-й драгунский гвардейский полк. В 1928 году он был переименован в 3-й карабинерный полк (драгунский гвардейский полк принца Уэльского), а в 1971 году объединён с Королевским шотландским серым полком (2-й драгунский полк), образовав Королевский шотландский драгунский гвардейский полк (карабинеры и серые).

## История
Полк был сформирован в 1922 году в рамках сокращения армейской кавалерии путем слияния 3-го драгунского гвардейского полка (гвардейский полк принца Уэльского) и Карабинерного полка (драгунский гвардейский полк принца Уэльского) в 3-й/6-й драгунский гвардейский полк. Оба полка на момент слияния базировались в Индии; вновь сформированный полк в 1925 году отправился в Великобританию. Он вернул себе карабинерную ассоциацию в 1928 году, когда был переименован в 3-й карабинерный полк (драгунский гвардейский полк принца Уэльского).
В 1936 году 3-й карабинерный полк был переброшен в Сиалкот в Индии, а в 1938 году начался процесс механизации, смены лошадей на бронемашины.

### Вторая мировая война
Когда в сентябре 1939 года началась война, 3-й карабинерный полк всё ещё базировался в Индии. В 1941 году кадровый состав полка был использован для формирования 25-го драгунского полка,  который служил в Бирме; он был расформирован в Индии в 1947 году.
Теперь оснащённый средним танком M3 Lee, полк был направлен в северо-восточную Индию в составе 254-й индийской танковой бригады (254th Indian Tank Brigade) в декабре 1943 г. Он принял участие в битве при Импхале, которая началась в конце марта 1944 г. после того, как японцы начали наступление U-Go. 20 марта в районе Таму шесть танков полка вступили в бой с шестью японскими танками Тип 95 Ха-Го, уничтожив пять из них и захватив один. Позже, 13 апреля, в бою за захват хребта Нуншигум, танки из эскадрона «B» полка поддержали 1-й батальон 17-го дограского полка (17th Dogra Regiment) в ожесточённых боях, в результате которых японские защитники были выбиты.
3-й карабинерный полк, действуя обычно на уровне эскадрона или ниже, принял участие в успешном продвижении вглубь оккупированной Бирмы, участвуя (среди прочего) в напряжённых боях на пике Кеннеди. В начале 1945 года полк участвовал в боях у Швебо и Саганга; в марте он участвовал во взятии городов Ава и Мандалая, а затем в районе реки Иравади.

### Послевоенное время
После официального окончания войны в сентябре полк базировался в Ахмаднагаре в Индии вплоть до вывода британских войск. Уход полка состоялся в январе 1947 года, когда он перешел на борт судна «Хайлендская принцесса» (Highland Princess) в Бомбее.
В марте 1952 года 3-й карабинерный полк был направлен в Британскую рейнскую армию (BAOR) в Западной Германии. Полк базировался в Оснабрюке и оставался там до мая 1959 г. После этого он был переведён в Каттерик, Англия, но его пребывание там было недолгим, поскольку в июле 1960 г. он вошел в состав стратегического резерва в Тидворте. В июле 1961 г. полк направил свой эскадрон «C» в Кувейт в составе британских сил, которым было поручено сдерживать Ирак от выполнения его угроз аннексии. Возвращение в Западную Германию произошло в следующем году, когда полк вошёл в состав 20-й бронетанковой бригады в Детмольде.
Будучи вооружённым танками с начала 1950-х годов, в 1967 году полк был переформирован в разведывательное подразделение, впервые использовав разведывательную машину «Феррет». В 1968 году полк был переброшен на британские военные объекты в Ливии и на Кипре. В 1969 году полк был переброшен в Мюнстер, Западная Германия, а затем в Херфорд, ФРГ..
2 июля 1971 года полк объединился с Королевским шотландским серым полком (2-й драгунский полк), образовав Королевский шотландский драгунский гвардейский полк (карабинерный и серый).

## Полковой музей
Полковая коллекция хранится в Чеширском военном музее в замке Честер.  Некоторые экспонаты также хранятся в музее Королевского шотландского драгунского гвардейского полка в Эдинбургском замке.